# ОШ „Георгиос А. Папандреу” Александровац
ОШ „Георгиос А. Папандреу” једна је од 4 основне школе на територији града Лакташи. Налази се на адреси Александровац бб у Александровцу.

## Историјат
На школском подручју Александровца су постојале двије римокатоличке основне школе, на њемачком језику која је отворена 1888. године и на италијанском која је радила у периоду од 1901 до 1941.
На садашњој локацији, државна школа постоји од 1969. године када је школа из Кобатоваца премјештена у Александровац. Од свог оснивања је осмогодишња, и носила је назив ОШ „Козарске бригаде”, док је некада матична школа у Кобатовцима наставила рад као подручна четворогодишња школа. Године 1975,  школа у Александровцу је имала 891 ученика, 1991. године 653 ученика и 35 наставника, а 1999. године 591 ученика.
Основна школа „Георгиос А. Папандреу” је почела са радом 13. септембра 1999. године. Подигнута је поред темеља некадашње школе „Козарске бригаде”. Захваљујући донацији Владе Грчке и личном залагању тадашњег амбасадора Грчке у Босни и Херцеговини, камен темељац за изградњу школе у Александровцу су положили амбасадор Републике Грчке и предсједник Владе Републике Српске, Милорад Додик 29. августа 1998. године. Министарство просвјете Републике Српске је прихватило приједлог тадашњег амбасадора Грчке у Босни и Херцеговини, Прокописа Мазураниса, да нова школа носи име по првом министру просвјете у Влади Грчке, Георгиосу А. Папандреу, који је за вријеме свог живота обављао многе важне функције, а док је био министар просвјете изградио 3500 школских објеката, увео деветогодишње школовање, укинуо све таксе које су биле препрека школовању сиромашних и увео народни језик у све нивое образовања. У духу грчко–српског пријатељства и захвалности за пружену помоћ, од школске 2013/14. године школа прославља 25. март, Дан независности Грчке, као дан школе.
Школа садржи спортску дворану и уређене спортске терене и ђачку библиотеку са око 5 000 књига. Године 2015. школа је бројала 537 ученика и 35 наставника, као и двојицу вјероучитеља православне и једног исламске вјеронауке.
У њеном саставу некад су радиле и подручне школе у селима Маглајани (1891—1999), Кобатовци (1931—1975), Бакинци(1932—1999), Крнете (1932—1975) и Косјерово (1969—1999). Уписно подручје школе обухвата више околних села: Мрчевци, Косјерово, Маглајани, Маховљани, Кобатовци, Бакинци и Крнете. Настава у школи се одвија у двије смјене, прву похађају ученици од 6. до 9. разреда, а другу ученици од 1. до 5. разреда. За све ученике школе обезбјеђен је превоз.
Школа је добитник републичке награде „Хасан Кикић” 1978/79. године.